# Dendrosida batesii
Dendrosida batesii là một loài thực vật có hoa trong họ Cẩm quỳ. Loài này được J.E.Fryxell mô tả khoa học đầu tiên năm 1971.